# Rivière Falconio
Pour les articles homonymes, voir Falconio.
La rivière Falconio est un affluent de la rivière des Montagnes Blanches, coulant dans le territoire non organisé de Mont-Valin, dans la partie Nord de la municipalité régionale de comté (MRC) du Fjord-du-Saguenay, dans la région administrative de Saguenay–Lac-Saint-Jean, dans la province de Québec, au Canada,,.
La foresterie constitue la principale activité économique du secteur ; les activités récréotouristiques sont accessoires considérant l’éloignement géographique et le manque de routes d’accès.
La surface de la rivière Falconio est habituellement gelée de la fin novembre au début avril, toutefois la circulation sécuritaire sur la glace se fait généralement de la mi-décembre à la fin mars.

## Géographie
Les principaux bassins versants voisins de la rivière Falconio sont :
- côté Nord : rivière aux Perches, lac à la Croix, lac Plétipi, lac Maublant, lac Boivin, lac des Sept-Milles ;
- côté Est : lac Manouanis, rivière Manouanis, rivière Auriac, rivière Écho, rivière aux Pékans, rivière Canton, rivière à l’Argent ;
- côté Sud : lac Manouane, lac Opitoune, rivière Manouane, Petite rivière Manouane ;
- côté Ouest : Petite rivière des Perdrix Blanches, rivière des Montagnes Blanches, rivière Péribonka, lac Onistagane, rivière Bonnard[2].

La rivière Falconio prend sa source à l’embouchure d’un lac non identifié (longueur : 0,7 km ; altitude : 663 m) dans le territoire non-organisé de Mont-Valin. L’embouchure de ce lac est située à :
- 6,2 km au Nord-Est du cours de la rivière aux Perches ;
- 9,8 km au Nord-Est du cours de la rivière des Montagnes Blanches ;
- 12,4 km au Nord-Est du lac des Sept Milles ;
- 47,3 km au Nord-Ouest de l’embouchure de la rivière Falconio ;
- 58,8 km au Nord-Ouest d’une baie du lac Manouane ;
- 75,3 km au Nord-Ouest de l’embouchure du lac Manouane (confluence avec la rivière Manouane) ;
- 207,2 km au Nord de la confluence de la rivière Manouane et de la rivière Péribonka[2],[5].

À partir de sa source, la rivière Falconio coule sur 48,7 km sur un dénivelé de 170 m entièrement en zone forestière, selon les segments suivants :
- 3,5 km vers l’Est, puis vers le Sud-Est en contournant une montagne dont le sommet atteint 759 m et en traversant une vallée encaissée, jusqu’à la décharge (venant du Nord-Ouest) d’un lac de montagne ;
- 11,2 km vers le Sud-Est, puis le Sud en recueillant deux décharges (l’une venant du Nord et l’autre venant du Nord-Est), jusqu’à la décharge (venant du Nord-Ouest) d’un lac ;
- 12,6 km vers le Sud, puis le Sud-Est en recueillant un ruisseau (venant du Nord), jusqu’à un ruisseau (venant du Nord-Est) ;
- 17,0 km vers le Sud en traversant un élargissement de la rivière en début de segment et en recueillant un ruisseau (venant de l’Est), jusqu’à la décharge (venant du Nord) d’un lac non identifié ;
- 4,4 km vers le Sud, jusqu’à son embouchure[2].

La rivière Falconio se déverse sur la rive Est de la rivière des Montagnes Blanches. Cette embouchure est située :
- 13,0 km au Nord-Ouest de l’embouchure de la rivière des Montagnes Blanches ;
- 28,7 km au Nord-Ouest de l’embouchure du lac Manouane ;
- 107 km au Nord de l’embouchure de la Petite rivière Manouane ;
- 162,2 km au Nord de la confluence de la rivière Péribonka et de la rivière Manouane ;
- 55,0 km au Nord-Est de l’embouchure du lac Onistagane lequel est traversé par la rivière Péribonka ;
- 121,8 km au Nord de l’embouchure du lac Péribonka ;
- 262,6 km au Nord de l’embouchure de la rivière Péribonka (confluence avec le lac Saint-Jean)[2].

À partir de l’embouchure de la rivière Falconio, le courant traverse la Baie des Mauves sur 0,9 km, puis descend le cours de la rivière des Montagnes Blanches sur 10,6 km vers le Sud, le lac Manouane sur 17,4 km vers le Sud-Est, le cours de la rivière Manouane sur 150 km vers le Sud, le cours de la rivière Péribonka sur 602,7 km vers le Sud, traverse le lac Saint-Jean sur 29,3 km vers l’Est, puis emprunte sur 155 km le cours de la rivière Saguenay vers l’Est jusqu'à la hauteur de Tadoussac où il conflue avec le fleuve Saint-Laurent.

## Toponymie
En 1945, la Commission de géographie du Québec a substitué le toponyme « rivière Shaswan » (une désignation d’origine d’amérindienne) par « rivière Falconio ». Le nom de la rivière évoque la mémoire du cardinal Diomede Falconio (1842-1917), franciscain, né en Italie, mais ordonné aux États-Unis en 1866. Avant d'être sacré évêque en 1892, il avait enseigné aux États-Unis et travaillé comme administrateur ecclésiastique à Terre-Neuve, puis en Italie, durant un quart de siècle. Promu archevêque en 1895, nommé premier délégué apostolique du Canada, à Ottawa, quatre ans plus tard, soit de 1899 à 1902, puis délégué apostolique aux États-Unis, à Washington, de 1902 à 1911, Diomede Falconio fut finalement créé cardinal-évêque de Velletri en 1911.
Les Innus appellent cette rivière Shuasha Shipi, c'est-à-dire « rivière Joachim ». Il faut noter la ressemblance entre le terme Shuasha et le nom Shaswan mentionné plus haut.
Le toponyme de « rivière Falconio » a été officialisé le 5 décembre 1968 à la Banque des noms de lieux de la Commission de toponymie du Québec.